# Жиланкур
Жиланкур (фр. Gillancourt) насеље је и општина у североисточној Француској у региону Шампањ-Арден, у департману Горња Марна која припада префектури Шомон.
По подацима из 2011. године у општини је живело 116 становника, а густина насељености је износила 7,69 становника/km². Општина се простире на површини од 15,09 km². Налази се на средњој надморској висини од 328 метара.

## Демографија
| 1962. | 1968. | 1975. | 1982. | 1990. | 1999. | 2011. |
| ----- | ----- | ----- | ----- | ----- | ----- | ----- |
| 107   | 130   | 133   | 130   | 115   | 118   | 116   |

График промене броја становника у току последњих година